# Cronache babilonesi

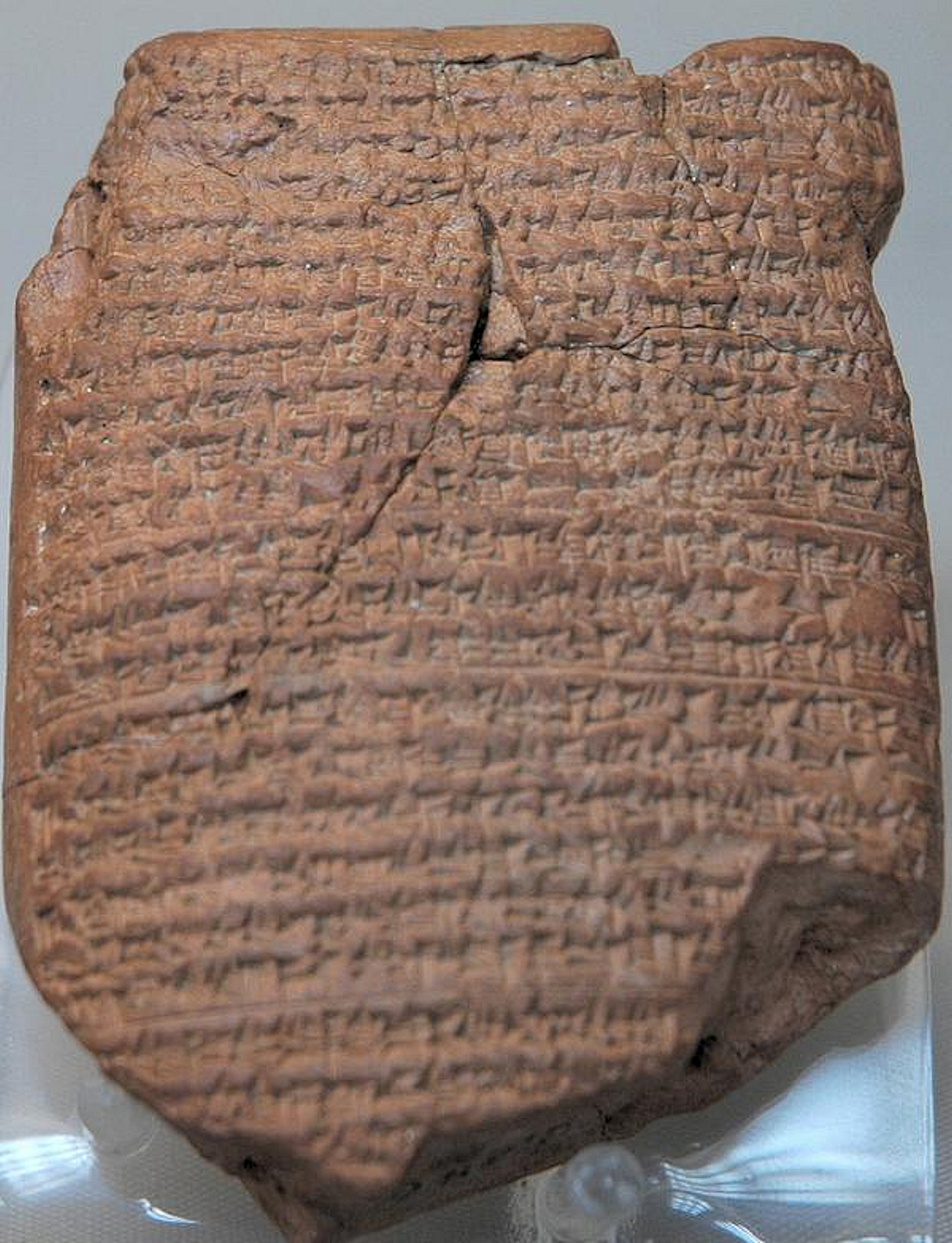
Tavoletta dei diari babilonesi relativa ai primi anni di regno di Nabucodonosor II (c.d. "Cronaca di Nabucodonosor II") - British Museum.

Le Cronache babilonesi sono una serie di tavolette che registrano i principali eventi della storia di Babilonia. Sono quindi una delle fondamenta della storiografia antica. Furono scritte dal regno di Nabonassar fino al periodo dei Parti dagli astronomi babilonesi (i c.d. "Caldei"), che probabilmente usarono come fonte i c.d. Diari astronomici babilonesi .
Quasi tutte le tavolette furono identificate come cronache una volta nella collezione del British Museum, essendo state acquisite tramite mercanti di antichità da scavi sconosciuti nel XIX secolo. Tutte le cronache tranne tre sono prive di riferimenti specifici sulla provenienza.
Le cronache forniscono la principale fonte documentale per ampi tratti dell'attuale storia babilonese.

## Scoperta e pubblicazione
Si pensa che le cronache siano state trasferite al British Museum dopo gli scavi del XIX secolo a Babilonia e successivamente lasciate indecifrabili negli archivi per decenni. La prima cronaca ad essere pubblicata fu la BM 92502 (ABC1) nel 1887 da Theophilus Pinches con il titolo The Babylonian Chronicle. Seguì nel 1923 la pubblicazione della "Cronaca della caduta di Ninive" (ABC 3), nel 1924 la pubblicazione di Sidney Smith della "Cronaca di Esarhaddon" (ABC 14), della "Cronaca di Akitu" (ABC 16) e della "Cronaca di Nabonide" (ABC 7), e nel 1956 dalla pubblicazione di Donald Wiseman di altre quattro tavolette, inclusa la "Cronaca di Nabucodonosor II" (ABC 5).

## Cronache

### Sistemi di numerazione
- ABC - Albert Kirk Grayson, Assyrian and Babylonian Chronicles (1975)
- CM - Jean-Jacques Glassner, Chroniques Mésopotamiennes (1993) (tradotto come Mesopotamian Chronicles, 2004)
- BCHP - I.Finkel & RJ van der Spek, Babylonian Chronicles of the Hellenistic Period (non ancora pubblicato)
- BM - Numero del British Museum

### Elenco
| Cronaca                                                          |  | ABC | CM    | BCHP | BM    | Provenienza |
| ---------------------------------------------------------------- |  | --- | ----- | ---- | ----- | ----------- |
| Cronaca dinastica (trad.) (another version of Column 5)          |  | 18  | 3     |      |       | Sì          |
| Cronaca reale di Lagaš                                           |  |     | 6     |      |       |             |
| Cronaca di Weidner (trad.)                                       |  | 19  | 38    |      |       | Sì          |
| Cronaca dei primi re (trad.)                                     |  | 20  | 39,40 |      |       |             |
| Cronaca del Tummal                                               |  |     | 7     |      |       |             |
| Cronaca regale di Uruk                                           |  |     | 48    |      |       |             |
| Lista di eponimi assiri del II millennio                         |  |     | 8     |      |       |             |
| Cronaca dei prezzi del mercato (trad.)                           |  | 23  | 50    |      |       |             |
| Storia sincronica (trad. e altra trad.)                          |  | 21  | 10    |      |       | Sì          |
| Cronaca P (trad. e altra trad.)                                  |  | 22  | 45    |      |       |             |
| Cronaca di Enlil-nirari                                          |  |     | 11    |      |       |             |
| Cronaca di Arik-den-ili                                          |  |     | 12    |      |       |             |
| Cronaca di Walker                                                |  | 25  | 46    |      |       |             |
| Cronaca di Tukulti-Ninurta                                       |  |     | 13    |      |       |             |
| Cronaca di Aššur-reša-iši                                        |  |     | 14    |      |       |             |
| Cronaca di Tiglath-pileser I                                     |  |     | 15    |      |       |             |
| Cronaca eclettica (trad.)                                        |  | 24  | 47    |      |       |             |
| Cronaca religiosa (trad.)                                        |  | 17  | 51    |      |       |             |
| Lista di eponimi assiri del I millennio                          |  |     | 9     |      |       |             |
| Nabu-šuma-iškun                                                  |  |     | 52    |      |       |             |
| Da Nabu-Nasir a Šamaš-šuma-ukin (trad.)                          |  | 1   | 16    |      | 92502 |             |
| Da Nabu-Nasir a Esarhaddon                                       |  | 1B  | 17    |      | 75976 |             |
| Cronaca di Esarhaddon (trad.)                                    |  | 14  | 18    |      | 25091 |             |
| Cronaca di Šamaš-šuma-ukin (trad.) (altra trad.)                 |  | 15  | 19    |      | 96273 |             |
| Cronaca di Akitu (trad.)                                         |  | 16  | 20    |      | 86379 |             |
| Cronaca dei primi anni di Nabopolassar (trad.)                   |  | 2   | 21    |      | 25127 |             |
| Cronaca della caduta di Ninive (trad.)                           |  | 3   | 22    |      | 21901 |             |
| Cronaca degli ultimi anni di Nabopolassar (trad.)                |  | 4   | 23    |      | 22047 |             |
| Cronaca di Nabucodonosor II (translation)                        |  | 5   | 24    |      | 21946 |             |
| Cronaca dei tre anni di Neriglissar (translation)                |  | 6   | 25    |      | 25124 |             |
| Cronaca di Nabonide (text and translation)                       |  | 7   | 26    |      | 35382 |             |
| Documenti cronografici di Nabonide                               |  |     | 53    |      |       |             |
| Cronaca di Artaserse III (translation)                           |  | 9   | 28    |      |       |             |
| Cilindro di Ciro                                                 |  | 17  |       |      | 90920 |             |
| Cronaca di Alessandro (testo e trad.)                            |  | 8   | 29    | 1    |       |             |
| Cronaca di Alessandro e dell'Arabia (testo e trad.)              |  |     |       | 2    |       |             |
| Cronaca dei Diadochi (testo e trad.)                             |  | 10  | 30    | 3    |       |             |
| Alessandro e Artaserse (trad.)                                   |  |     |       | 4    |       |             |
| Cronaca di Antioco I e del tempio di Sin (testo e trad.)         |  | 11  | 32    | 5    |       |             |
| Cronaca della rovina dell'Esagila (testo e trad.)                |  |     |       | 6    |       |             |
| Cronaca di Antiochio, della Battria e dell'India (testo e trad.) |  | 13A | 36    | 7    |       |             |
| Cronaca del giardino di Juniper (testo e trad.)                  |  |     |       | 8    |       |             |
| Cronaca della fine di Seleuco I (testo e trad.)                  |  | 12  | 33    | 9    |       |             |
| Cronaca degli accessi seleuicidi (testo e trad.)                 |  | 13  | 34    | 10   |       |             |
| Cronaca dell'invasione di Tolomeo III (testo e trad.)            |  |     |       | 11   |       |             |
| Cronaca di Seleuco III (testo e trad.)                           |  | 13B | 35    | 12   |       |             |
| Cronaca di Politai (testo e trad.)                               |  |     |       | 13   |       |             |
| Cronaca della comunità greca (testo e trad.)                     |  |     |       | 14   |       |             |
| Cronaca del furto dell'oro (testo e trad.)                       |  |     |       | 15   |       |             |
| Documenti su terre e tributi (testo e trad.)                     |  |     |       | 16   |       |             |
| Cronaca dei giudizi (testo e trad.)                              |  |     | 37    | 17   |       |             |
| Cronaca di Bagayasha                                             |  |     |       | 18   |       |             |
| Cronaca di un re arsacide (testo e trad.)                        |  |     |       | 19   |       |             |
| Cronaca dell'Eufrate (testo e trad.)                             |  |     |       | 20   |       |             |